# Вбивство Шерон Тейт
Вбивство Шерон Тейт — масове вбивство п'яти осіб, вчинене членами сім'ї Менсона з 8 на 9 серпня 1969 року. Чотири члени сім'ї Менсона вторглися в будинок, орендований подружньою парою знаменитостей, акторки Шерон Тейт і режисера Романа Полянського за адресою Сьєло-драйв, 10050 в Лос-Анджелесі. Вони вбили Тейт, яка перебувала на 8,5 місяці вагітності, трьох її друзів і 18-річного відвідувача на виході з будинку. Полянскі не було в будинку, він працював над фільмом в Європі.
Вбивства здійснили Текс Вотсон, Сьюзен Аткінс і Патрісія Кренвінкел на вимогу Чарлза Менсона. Вотсон відвіз Аткінс, Кренвінкел і Лінду Касабіан з Ранчо Спана до резиденції на Сьєло-драйв. Менсон, майбутній музикант, раніше намагався укласти контракт на запис з продюсером Террі Мелчером, який був попереднім орендарем (з травня 1966 року по січень 1969 року) будинку спільно з музикантом Марком Ліндсі і тодішньою подругою Мелчера, акторкою Кендіс Берген. Мелчер не задовольнив прохання Менсона, залишивши того вкрай незадоволеним.

## Вбивство
Вночі 8 серпня 1969 року Текс Вотсон відвіз Сьюзен Аткінс, Лінду Касабіан і Патрісію Кренвінкел в «будинок, де раніше жив Мелчер», так як Менсон наказав йому, «повністю знищити всіх [в будинку], настільки жорстоко, наскільки це можливо». :463–468 Менсон велів жінкам слухатися Вотсона:176–184, 258–269 Кренвінкел була одною з перших членів сім'ї і, як стверджується, була підібрана Деннісом Вілсоном з «Beach Boys» під час автостопу.:250–253
Того вечора за адресою Сьєло-драйв, 10050 перебували: кіноакторка і фотомодель Шерон Тейт, вагітна дружина режисера Романа Полянського; її друг і колишній коханець Джей Себрінг, відомий перукар; друг Полянського і сценарист Войцех Фриковський; і коханка Фриковського Ебігейл Фолджер, спадкоємиця Folgers і дочка Пітера Фолджера. Ніхто з них не був знайомий послідовникам Менсона. :28–38 Полянський в Європі працював над кінопроєктом; Тейт супроводжувала його, але повернулася додому трьома тижнями раніше. Музичний продюсер Квінсі Джонс, друг Себрінга, планував приєднатися до нього ввечері, але не прийшов. Себрінг запросив Стіва Маквіна на вечірку в будинку Тейт в ту ніч; за словами Макувіна, він запросив дівчину, але замість цього вона запропонувала провести ніч удвох.
Коли група прибула до входу в будинок, Вотсон, який до цього вже бував там, заліз на телефонний стовп біля вхідних воріт і перерізав телефонну лінію.
Група поставила свою машину на схилі пагорба, який вів до садиби, припаркувалася і пішла назад до будинку. Думаючи, що ворота можуть бути електрифіковані або оснащені сигналізацією, вони перелізли через насип праворуч від воріт і увійшли на територію. :176–184
У той момент вони побачили автомобільні фари за рогом. Вотсон наказав жінкам сховатися в кущах. Він вийшов і наказав водієві зупинитися. 18-річний студент Стівен Перент відвідував Вільяма Гарретсона, який тимчасово проживав у гостьовому будинку. Коли Вотсон націлив револьвер 22 калібру на Перента, переляканий хлопець благав Вотсона не вбивати його, стверджуючи, що він нічого не скаже. Вотсон кинувся на Перента з ножем, завдавши йому рану на долоні (порізавши сухожилля і ремінець годинника), потім чотири рази вистрілив йому в груди і живіт, убивши його. Вотсон наказав жінкам допомогти відкотити машину далі по дорозі. :22–25
Пройшовши через галявину перед будинком і вказавши Касабіан знайти відкрите вікно в основному приміщенні, Вотсон зрізав скло з вікна. Вотсон сказав Касабіан наглядати за воротами; вона підійшла до AMC Ambassador Перента і стала чекати. :258–269 :176–184 Вотсон зняв скло, увійшов через вікно і впустив Аткінс і Кренвінкел через вхідні двері.:176–184
Від шепотіння Вотсона прокинувся Фриковський, що спав на дивані у вітальні; Вотсон вдарив його ногою по голові. Коли Фриковський запитав його, хто він такий і що він тут робить, Вотсон відповів: «Я диявол, і я виконую диявольську роботу».:176–184
За вказівкою Вотсона Аткінс знайшла трьох інших відвідувачів будинку і, за допомогою Кренвінкел:176–184, 297–300 змусила їх пройти у вітальню. Вотсон почав зв'язувати Тейт і Себрінга шию до шиї мотузкою, яку він приніс і перекинув через балку у вітальні. Протест Себрінга — вже другий — щодо грубого поводження з вагітною Тейт спонукав Вотсона вистрілити в нього. Фолджер відвели назад в її спальню за сумочкою, з якої вона дала зловмисникам 70 доларів. Після цього Вотсон сім разів вдарив Себрінга, що стогнав, ножем.:28–38
Руки Фриковського були зв'язані рушником. Звільнившись, Фриковський почав боротися з Аткінс, в цей час вона вдарила його по ногах ножем, з яким вона його охороняла. Поки він пробивався до парадних дверей, Вотсон наздогнав Фриковського, кілька разів ударив його пістолетом по голові, кілька разів ударив його ножем і двічі вистрілив.
Приблизно в цей же час Касабіан пішла з дороги через «жахливі звуки». Вона підійшла до дверей. У марній спробі зупинити бійню вона збрехала Аткінс, що хтось іде. :258–269
Всередині будинку Фолджер вирвалася від Кренвінкел і вибігла через двері спальні до басейну. :341–344, 356–361 Фолджер тікала від Кренвінкел, але та зловила її на передній галявині, вдарила ножем і повалила на землю. Вона була вбита Вотсоном, який завдав їй 28 ударів ножем. :28–38 Поки Фриковський боровся на галявині, Вотсон прикінчив його градом ударів. Фриковському було нанесено в цілому 51 колоте поранення.:28–38, 258–269
У будинку Тейт благала продовжити їй життя хоча б до пологів, і запропонувала себе в якості заручниці врятувати життя майбутньої дитини. У цей момент або Аткінс, або Вотсон, або обидва вбили Тейт, поранивши її 16 разів. :28–38 Пізніше Вотсон писав, що коли її вбивали, Тейт кричала: «Мама … мама …».
Раніше, коли четверо членів сім'ї збиралися на справу, Менсон сказав жінкам «залишити знак … щось чаклунське». Використовуючи рушник, який зв'язував руки Фриковського, Аткінс написала «свиня» на вхідних дверях будинку кров'ю Тейт. Дорогою додому вбивці переодяглися в чистий одяг, а закривавлений разом зі зброєю викинули в пагорбах. :84–90, 176–184

## Допити
У початкових зізнаннях її сусідам по камері в Інституті Сібіл Бренд Аткінс заявила, що вона вбила Тейт. :84–90 У більш пізніх заявах своєму адвокату, прокурору Вінсенту Бульозі і перед судом Аткінс говорила, що Тейт зарізав Текс Вотсон.:163–74, 176–84
В автобіографії 1978 року Вотсон сказав, що він зарізав Тейт і Аткінс не чіпала її. Оскільки він знав, що прокурор, Бульозі і присяжні, які судили інших обвинувачених у справі Тейт і ЛаБьянка, були переконані, що Аткінс завдала удар Тейт, він дав неправдиві свідчення, що не бив її.

## У масовій культурі
Фільм Квентіна Тарантіно "Одного разу в Голлівуді" (з Марго Роббі в ролі Тейт) представляє альтернативну історію вбивства.